# Soledad Piñero Misa

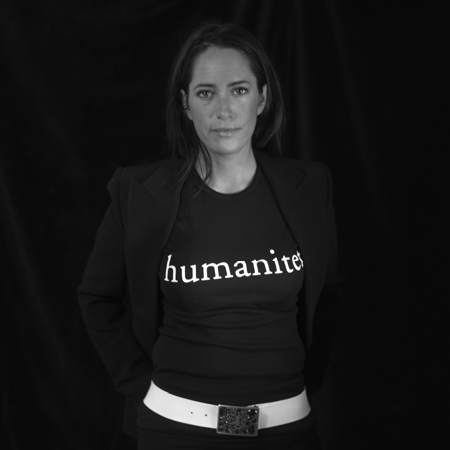
Soledad Piñero Misa

Soledad Piñero Misa, född 9 juli 1977 i Rosengård, Malmö, är en svensk social entreprenör och grundare av företagen Part of More och Retoy smt moderator och föreläsare.
Soledad har processlett tvärsektoriella samarbeten och faciliterat social innovation för Sida, Unilever, UNHCR bland många andra och har erfarenhet av såväl den politiska sfären och näringslivet som de ideella och offentliga sektorerna.
Hon har varit Social Mission Manager för Ben & Jerry's Norden, kanslichef för Ungdom mot rasism, handläggare för Ungdomarnas Demokratikommission, generalsekreterare för Landsrådet för Sveriges Ungdomsorganisationer och ordförande för Röda Korsets flyktingcenter.

## Utmärkelser
- 2013 - Veckans Affärers utmärkelse Social Capitalist Award, Årets Samhällsentreprenör [2]
- 2012 - Årets KURage
- 2012 - Göranpriset [3]
- 2011 - nr 8 i Shortcut lista av Sveriges uppstickare [4]
- 2010 - utsågs av regeringen till styrelseledamot i Stiftelsen Skansen [5]
- 2008 - nr 9 i Veckans Affärers lista över de 101 svenska supertalangerna [6]